# Кињоло д'Онета (Бергамо)
Кињоло д'Онета је насеље у Италији у округу Бергамо, региону Ломбардија.
Према процени из 2011. у насељу је живело 104 становника. Насеље се налази на надморској висини од 826 м.